# Wim Dannau
Wim Dannau, né le 20 octobre 1937 à Hal (province du Brabant flamand) et mort le 30 août 1992 à Nice (Alpes-Maritimes), est un journaliste et écrivain belge, spécialisé principalement dans le domaine aérospatial.

## Biographie
Wim Gabriel Dannau naît le 20 octobre 1937 à Hal,. Il écrit son premier livre intitulé Demain l'espace à l'âge de dix-sept ans. Pour les journaux Spirou et Tintin, il réalise de nombreux mini-récits sur les nouveautés spatiales et aéronautiques, tout en publiant chez Marabout des livres de vulgarisation sur l'histoire de l'aviation, militaire surtout, de différents pays. 
En 1970, il retrouve Léon Degrelle dans sa demeure près de Tolède en Espagne et publie un premier livre sur le Général Waffen-SS Léon Degrelle, Degrelle, Face à face avec le Rexisme. Ce livre, édité en français et en néerlandais, est rapidement interdit en Belgique par le procureur du roi sous prétexte qu'il constitue une injure à la royauté. Léon Degrelle affirme que Léopold III a collaboré avec le nazisme. Le livre devient cependant un succès de vente.
Il fait aussi paraître en 1973, sous le titre Ainsi parla Léon Degrelle, une série de 13 volumes retraçant l'histoire du leader rexiste à travers des entretiens et des documents inédits.
En 1985, il publie Les Planètes artificielles pour les Éditions Bordas.
Suivirent plusieurs ouvrages illustrés en collaboration avec l'astronaute Patrick Baudry : L'Espace habité aux Éditions Atlas en 1988, 12 Hommes sur la lune (1989) et L'Espace habité soviétique chez le même éditeur en 1990.
Wim Dannau meurt le 30 août 1992 à Nice à l'âge de 54 ans.